# Ocellularia platychlamys
Ocellularia platychlamys är en lavart som beskrevs av Johannes Müller Argoviensis 1895. 
Ocellularia platychlamys ingår i släktet Ocellularia och familjen Thelotremataceae. Inga underarter finns listade i Catalogue of Life.